# お返し
お返し（おかえし）は、人から物を贈られたときに、返礼としてその人に物を贈り返すこと。「うつり」、「おうつり」とも。

## 様々なケースにおけるお返し
結婚の場合は、半紙を20枚ずつ抱き合わせにして水引を結び切りにしておうつりとして、普通は、盆、袱紗、風呂敷などを返すときには、タメ、トメ、などと称して、白紙2枚くらいを四つ折りにしてそえることもある。また熨斗をいれることがあり、附木（つけぎ。硫黄を祝うの意にとって）、転じてはマッチなどが用いられる。
祝賀を受けたときは、当日から3、4週間以内に鰹節、赤飯、鳥の子、真綿、袱紗などをもちい、凶事弔慰のときは、忌明のときに白木綿、タオル、袱紗、まんじゅう、菓子などを返礼とする。
病気見舞いを受けた場合は、鰹節、赤飯など、旅行餞別を受けた場合は、旅行先の土産物、賀寿の祝いに対しては、鰹節、真綿、袱紗、頭巾、反物、掛け物、置物、鮮魚、餅などがよい。古稀、喜の字（喜寿）、あるいは米寿などはめでたい祝いだから、親戚、知人などに祝賀の詩歌、文章、絵画、書などの寄贈を乞い、記念帖などを作り分かつのもよい。また、香典返しもある。

## 第三者への寄付
お返しをせず、そのかわりに慈善事業団体などに寄付することもある。この場合はその人々にその理由を報じ、謝意を表するのが礼であるとされる。